# Leonardo da Vinci (Ausstellung)

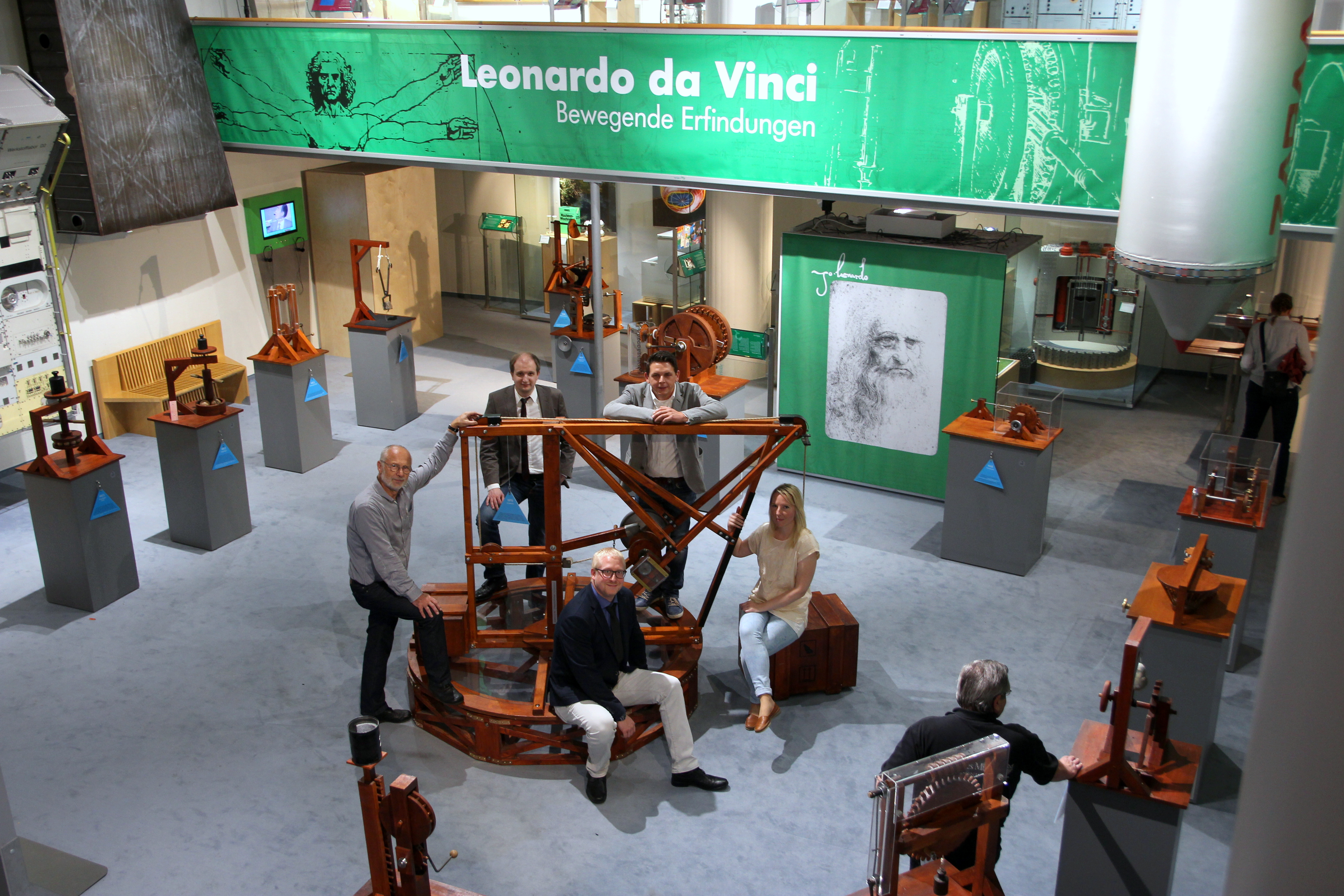
Die Ausstellung im Deutschen Museum Bonn mit dem Initiator Horst Langer (links) sowie Mitarbeitern der Fachhochschule Bielefeld

Die Ausstellung Leonardo da Vinci – Bewegende Erfindungen ist eine Wanderausstellung mit funktionsfähigen mechanischen Modellen, die auf Grundlage von technischen Entwürfen und Skizzen des Universalgelehrten Leonardo da Vinci gefertigt worden sind.
Die Modelle bestehen überwiegend aus den im 15. Jahrhundert zur Verfügung stehenden Materialien wie Holz und Metall. Die Ausstellung entstand im Jahr 2004 durch die Fachhochschule Bielefeld. Sie wird seit dem Jahr 2007 in Museen in Deutschland sowie anderen europäischen Ländern gezeigt. Initiator der Ausstellung ist der Ingenieurwissenschaftler Horst Langer, der auch bis 2018 als Kurator der Ausstellung tätig war. Seit 2019 wird das Projekt von Thorsten Jungmann mit einem neuen Kuratoren-Team geleitet.

## Beschreibung
Die Ausstellung geht aus dem Projekt Leonardo im Studiengang Produktentwicklung/Mechatronik der Fachhochschule Bielefeld hervor. Es entstand im Jahre 2004 im Studiengang des Fachbereiches Ingenieurwissenschaften und Mathematik. Bis 2016 befassten sich etwa 400 Studierende mit dem Thema. Seither sind etwa 100 Modelle mit interaktivem Charakter entstanden. Die Modelle können getreu dem Motto „Leonardo begreifen durch Begreifen“ größtenteils von den Ausstellungsbesuchern angefasst und bewegt werden.
Die Modelle entstanden in der Verknüpfung von Kunst, Historie und Technik. Bei der Realisierung der Modelle galt die Maxime von Leonardo da Vinci „Es gibt immer eine andere Möglichkeit“. Dies entspricht dem Gedanken der Produktentwicklung mit der Suche nach neuen Lösungen und der Optimierung von Produkten sowie Prozessen.
Im Jahr 2014 wurde in Zusammenarbeit mit einer Bremer Kultur-Agentur ein mobiles Gebäude mit 1800 m² Grundfläche geschaffen, mit dem eine 5-Jahres Tournee bis 2019 als dem 500. Todesjahr von Leonardo da Vinci in mehreren Großstädten Europas durchgeführt werden sollte.
Seit 2019 ist die Ausstellung unter dem Titel „DA VINCI 500 – Bewegende Erfindungen“ in Museen und Kunsthallen zu sehen. Sie wird laufend um weitere, insbesondere digitale und virtuelle Modelle ergänzt.

### Exponate

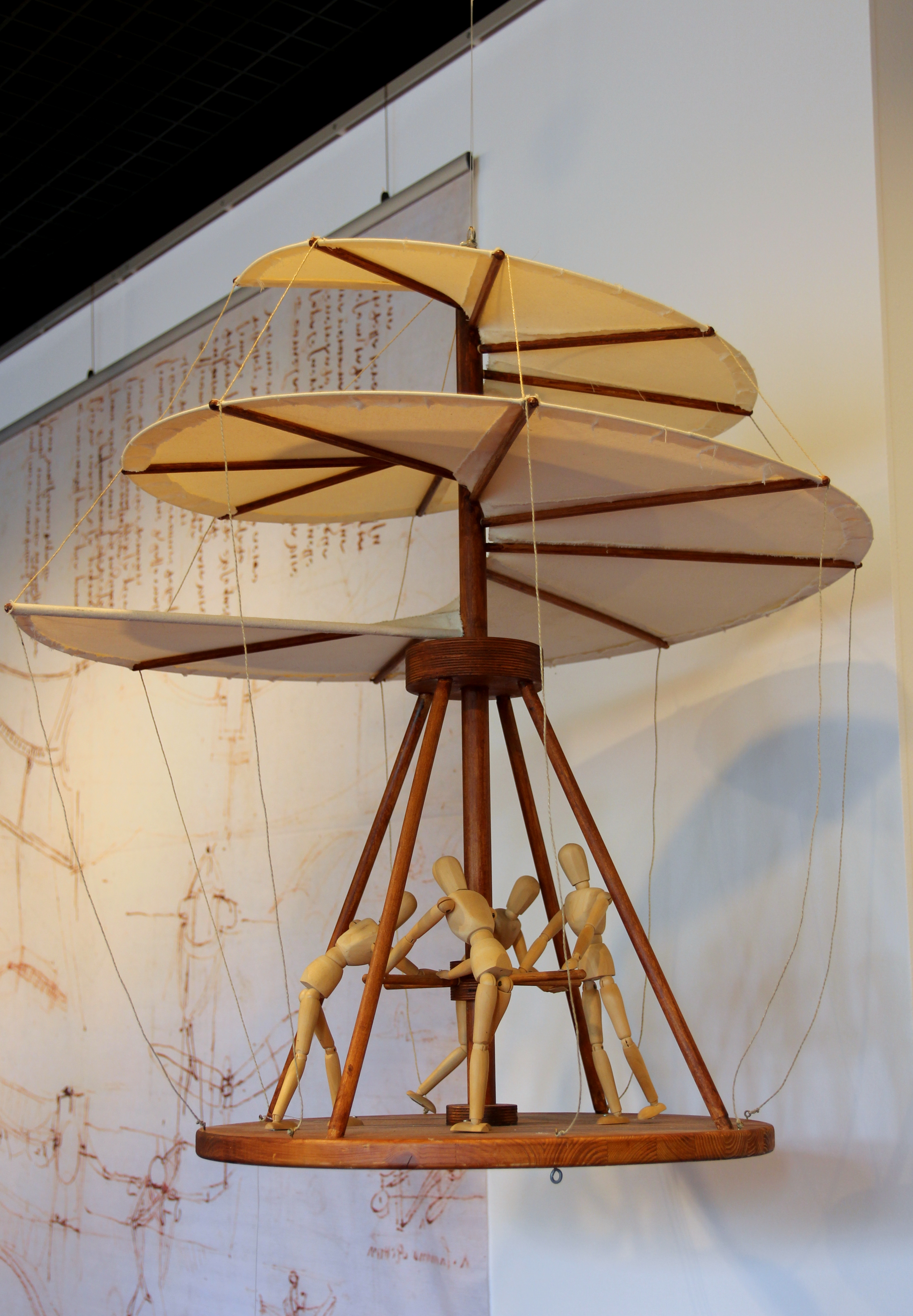
Modell Luftschraube

Auf Grundlage Leonardo da Vincis zweidimensionaler Zeichnungen und Skizzen entstanden die Ausstellungsobjekte als dreidimensionale mechanische Modelle. Unter den hunderten seiner erhaltenen Skizzen finden sich vor allem Maschinenentwürfe, die der Vereinfachung und Erleichterung von Arbeitsprozessen dienen sollten. Dazu zählt beispielsweise die Sperrklinke bei Kränen, die vor versehentlich fallenden Lasten schützt.
Die Modelle der Ausstellung entstanden zu den Bereichen:
- Bewegungswandlung, wie Wechselhub-Zahnstange, Seilgekoppeltes Hubgetriebe, Gelenkgekoppeltes Hubgetriebe, Parallelschubstangengetriebe
- Brücken, wie Pontonbrücke, fliegende Brücke, Schwenkbrücke, Bosporusbrücke
- Fahrzeuge, wie Messwagen, Schaufelradboot
- Flugwesen, wie Fallschirm, Gleiter, Flügel, Luftschraube, Gelenkflügel
- Hub- und Fördertechnik, wie archimedische Schraube, Flaschenzug, Schwerlastheber, Schwimmbagger, Verladekran, Aufzug
- Kriegstechnik, wie Steinschleuder, doppelter Schiffsrumpf, Sturmleiter, Sturmleiterabwehr, Taucher, Panzer, Orgelgeschütz
- Maschinen, wie Druckerpresse, Erdlochbohrer, Nockenhammer, Ratschengetriebe, Spiegelschleifmaschine
- Maschinenelemente, wie Nocken, Schrauben, Zahnrad, Federn, Ketten, Kugellager, Steinzange
- Messgeräte, wie Windmesser, Strömungsmesser, Kerzenuhr, Perpetuum mobile, Mondphasenzeiger
- Musik- und Theatergeräte, wie Scheinwerfer, Trommelautomat, Drehbühne

### Skizze und Modell

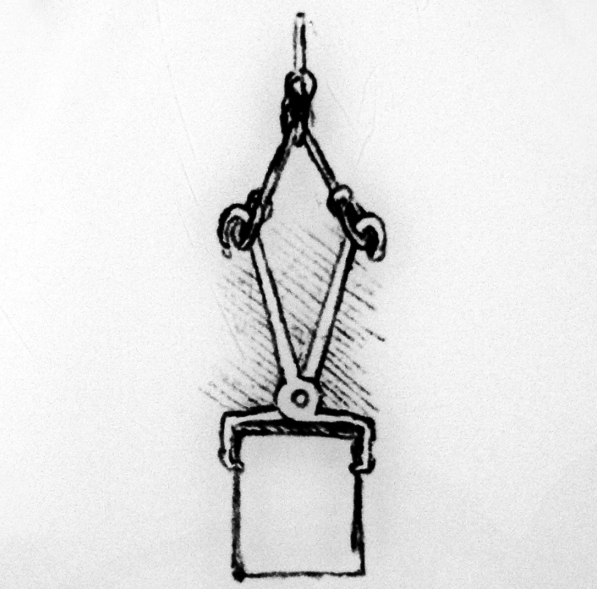
Leonardo-Skizze Steinzange
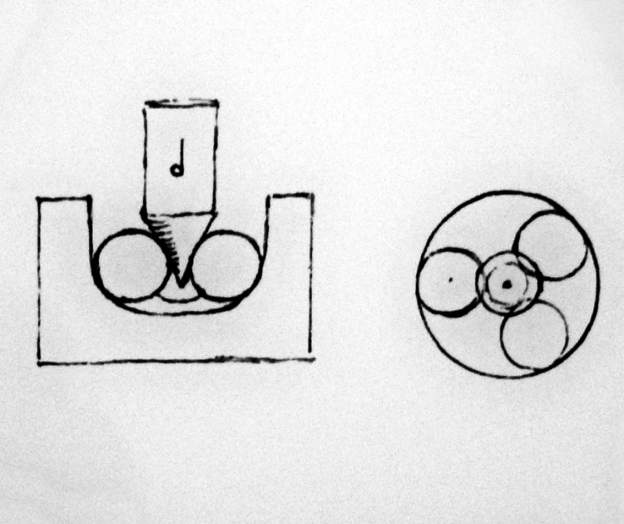
Leonardo-Skizze Kugellager
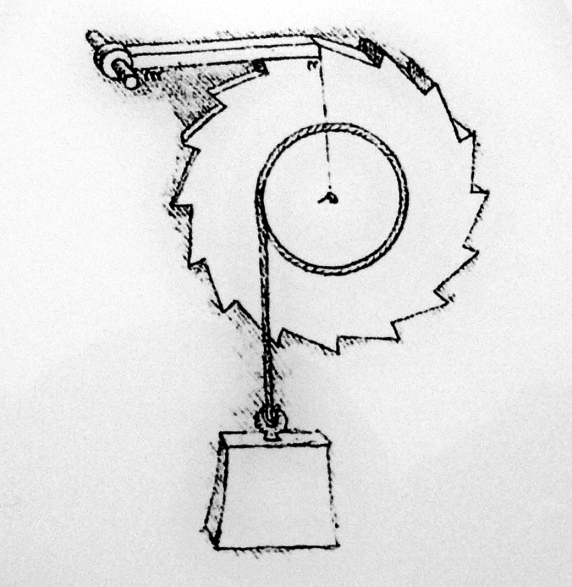
Leonardo-Skizze Sperrklinke
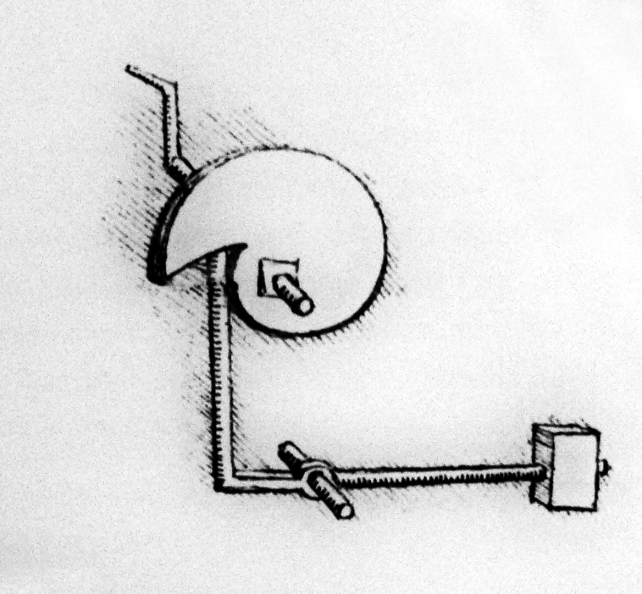
Leonardo-Skizze Nockenhammer
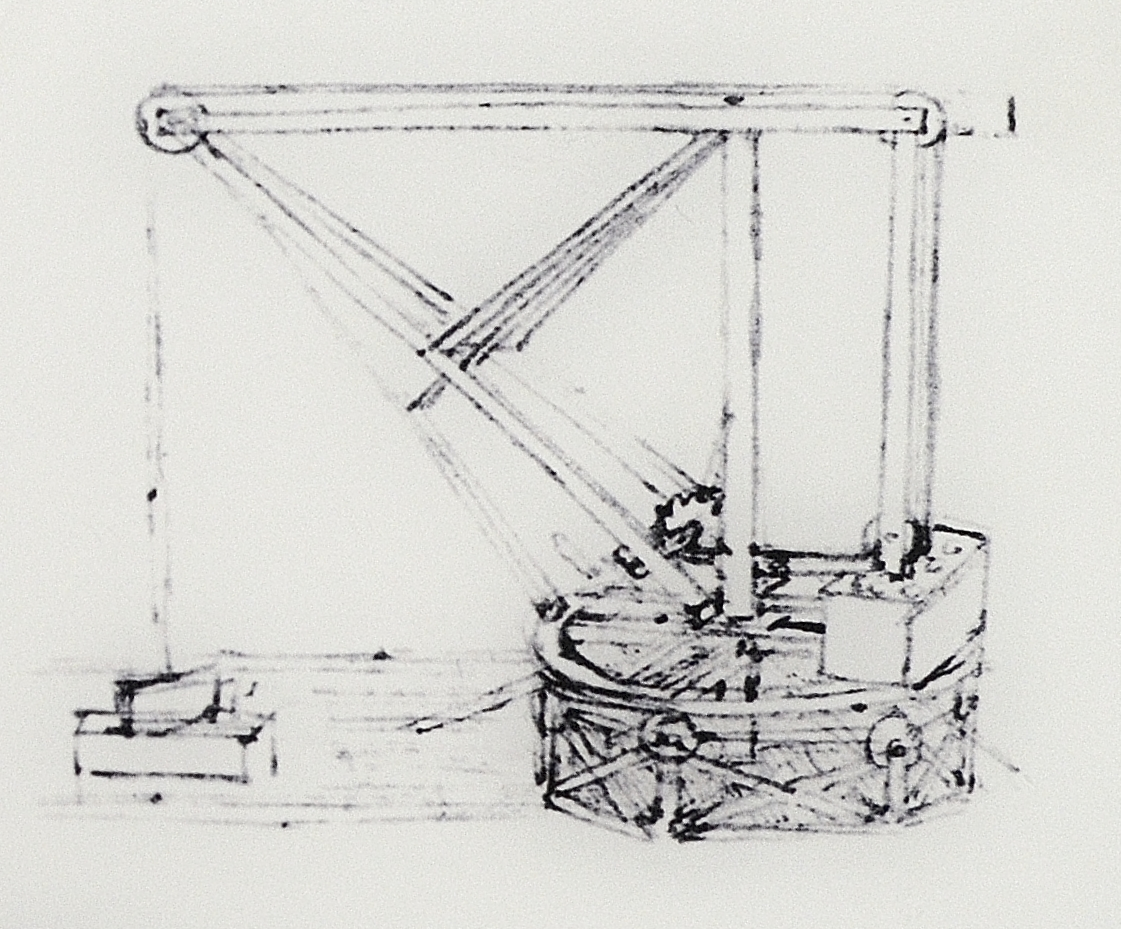
Leonardo-Skizze Drehkran
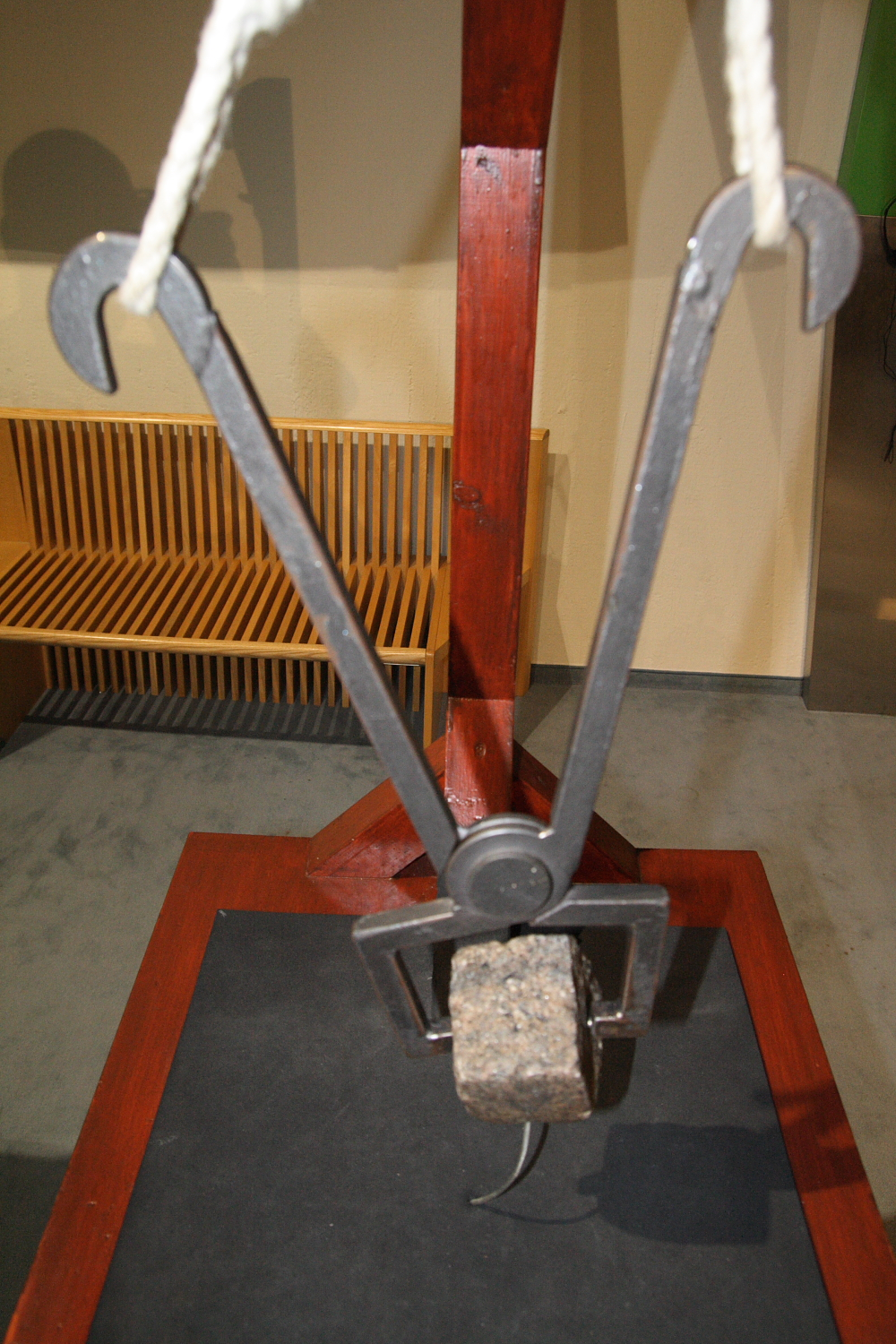
Modell Steinzange
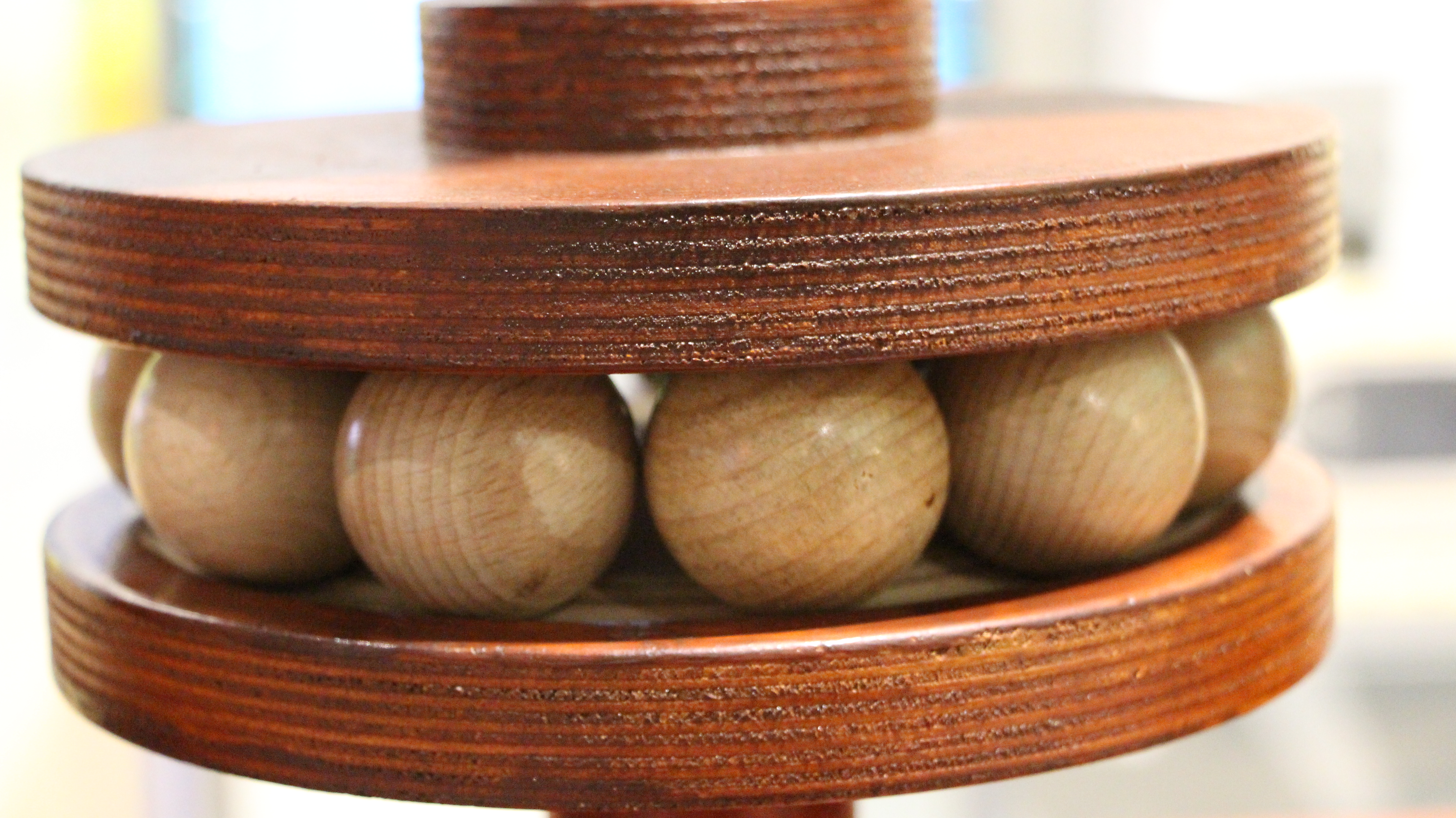
Modell Kugellager
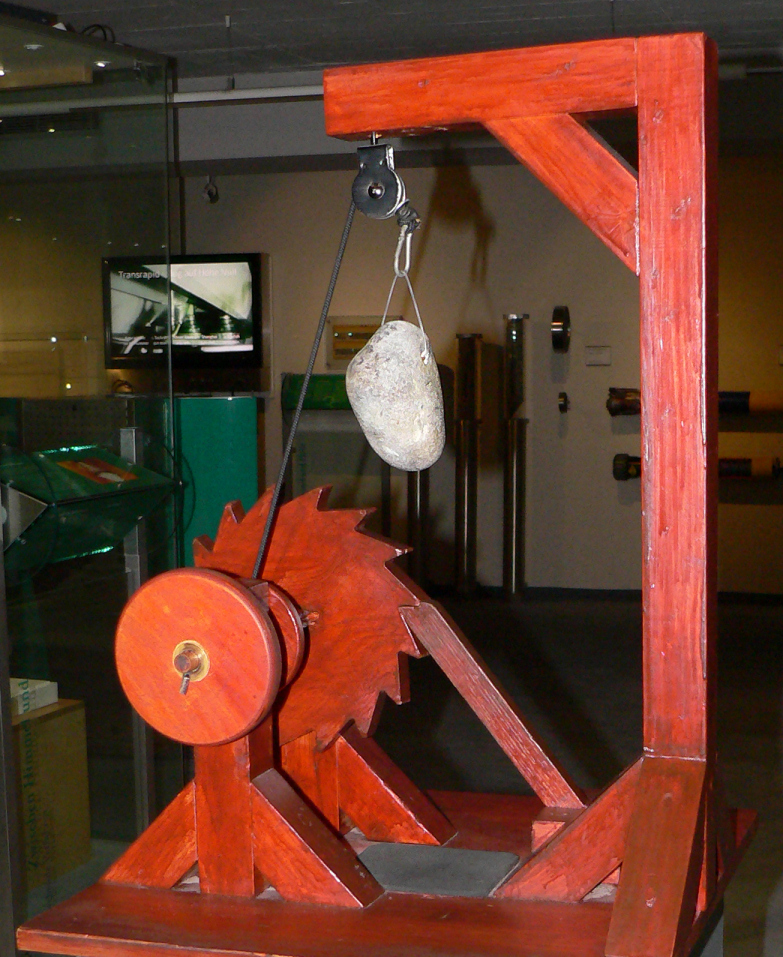
Modell Sperrklinke
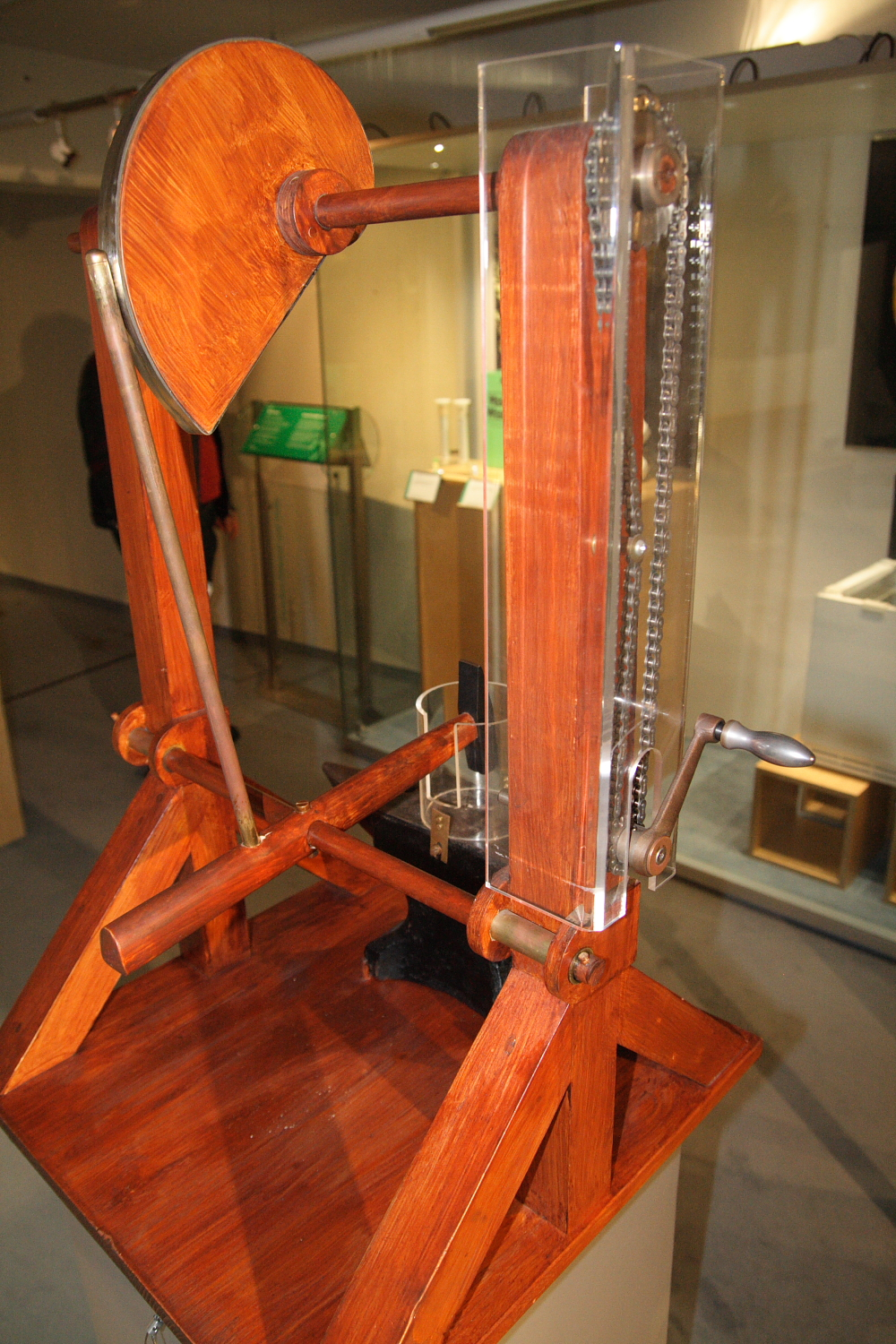
Modell Nockenhammer
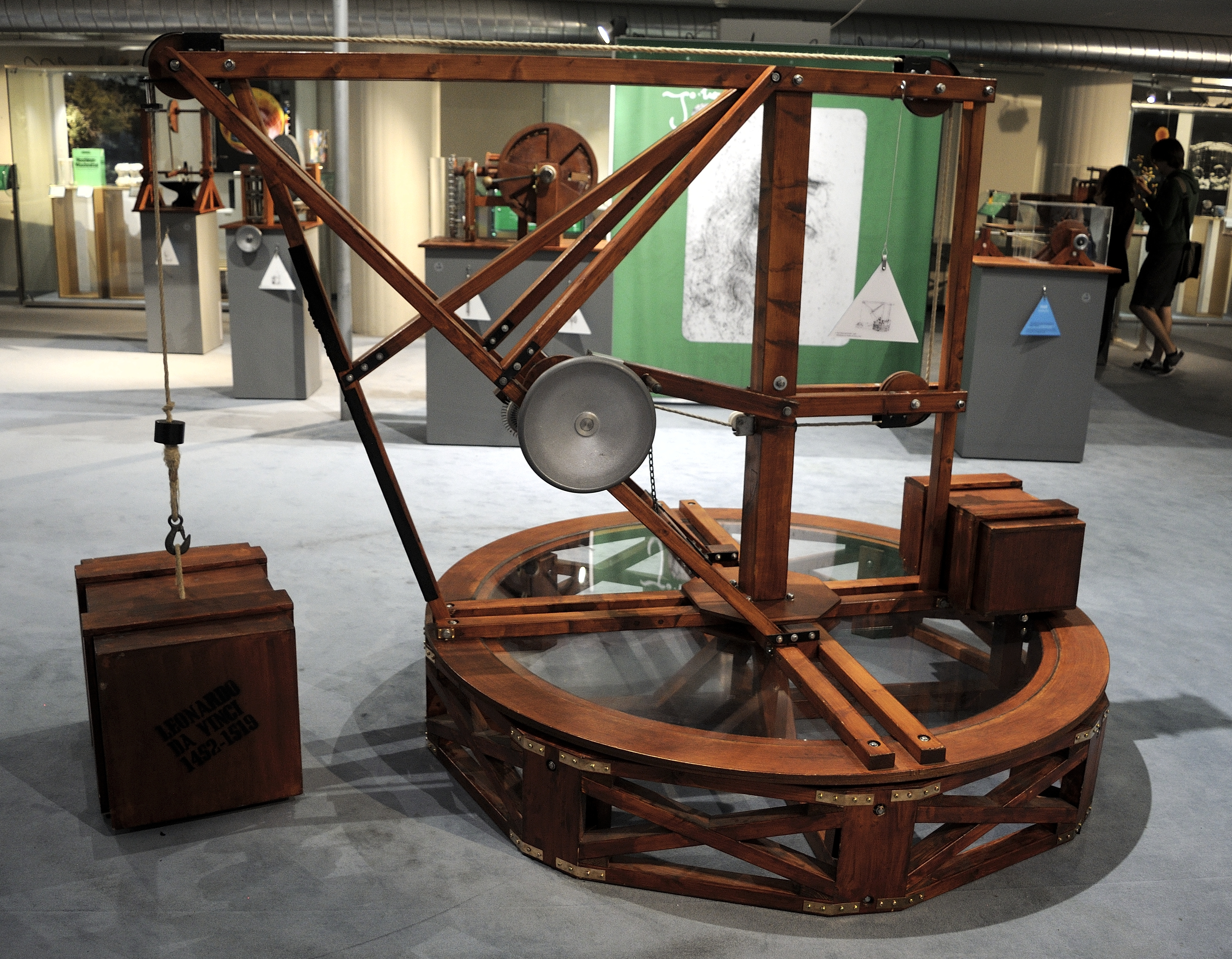
Modell Drehkran